# 浜松駅

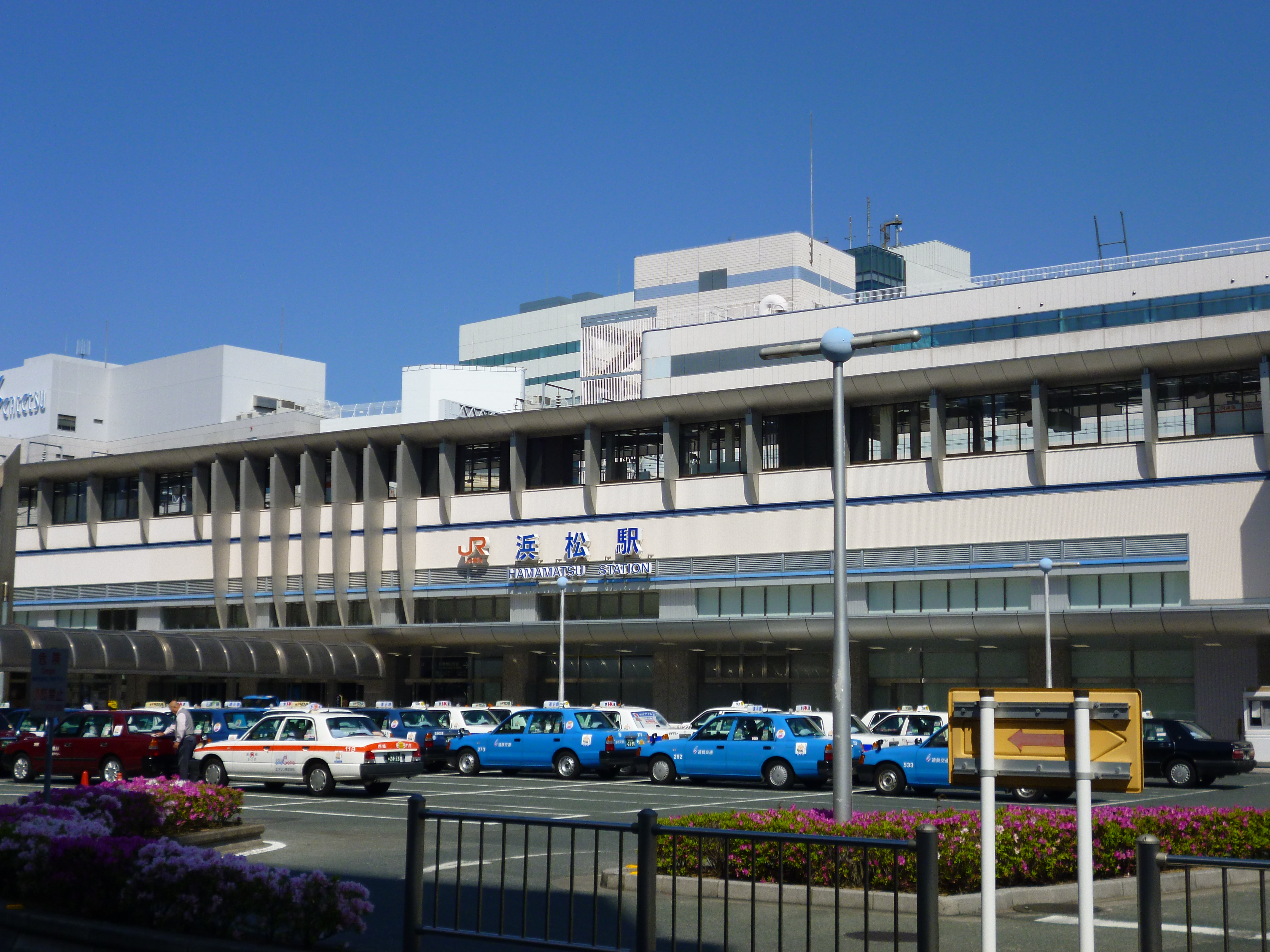
南口（2012年5月）

浜松駅（はままつえき）は、静岡県浜松市中央区砂山町にある、東海旅客鉄道（JR東海）東海道新幹線および東海道本線の駅である。東海道本線の駅番号はCA34。遠州鉄道の新浜松駅と相互乗換駅である。
東海道本線の運行形態の詳細は「東海道線 (静岡地区)」を参照。

## 概要
東海道新幹線と東海道本線が乗り入れる浜松市の中心駅であり、新幹線・在来線間の乗換駅としても機能している。
隣接する遠州鉄道の新浜松駅と合わせて、静岡県西部の拠点駅としても機能している。
新幹線は、「こだま」の全列車が毎時2本と、「ひかり」が毎時1本停車する。また、朝・夜に当駅発着の「こだま」が設定されている。
在来線は、日中は静岡方面が毎時4本、豊橋方面が毎時3本運転され、普通列車の多くが当駅で乗り換えとなる。また、通勤客向けに当駅と静岡間を結ぶホームライナーが設定されている。特急列車は寝台特急「サンライズ瀬戸」「サンライズ出雲」の下り列車が停車する。上りは運転停車で乗降はできない。
JR浜松駅の事務管コードは、▲520127となっている。

## 歴史

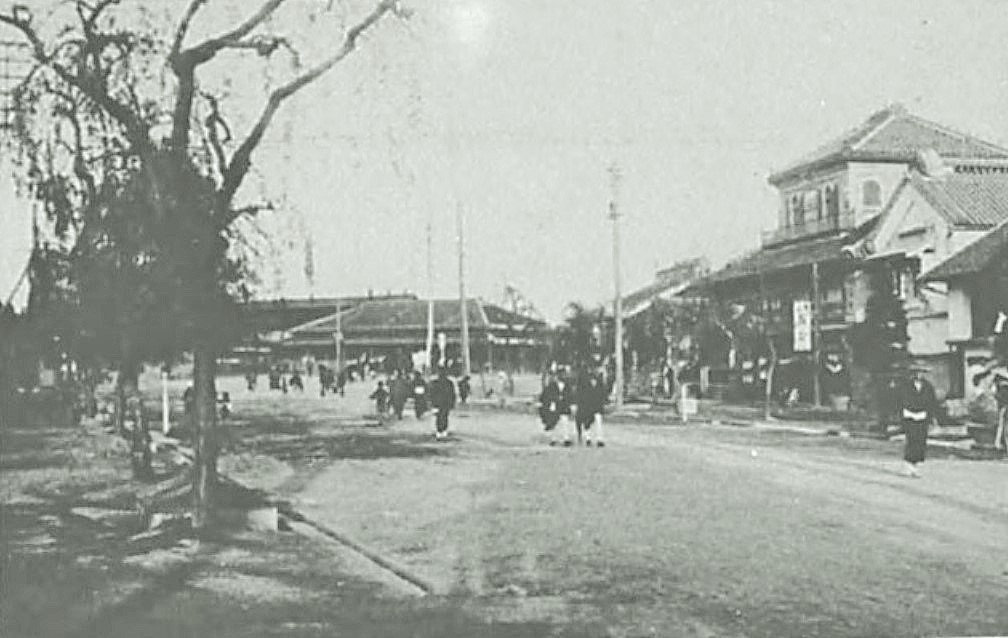
明治末期の駅前

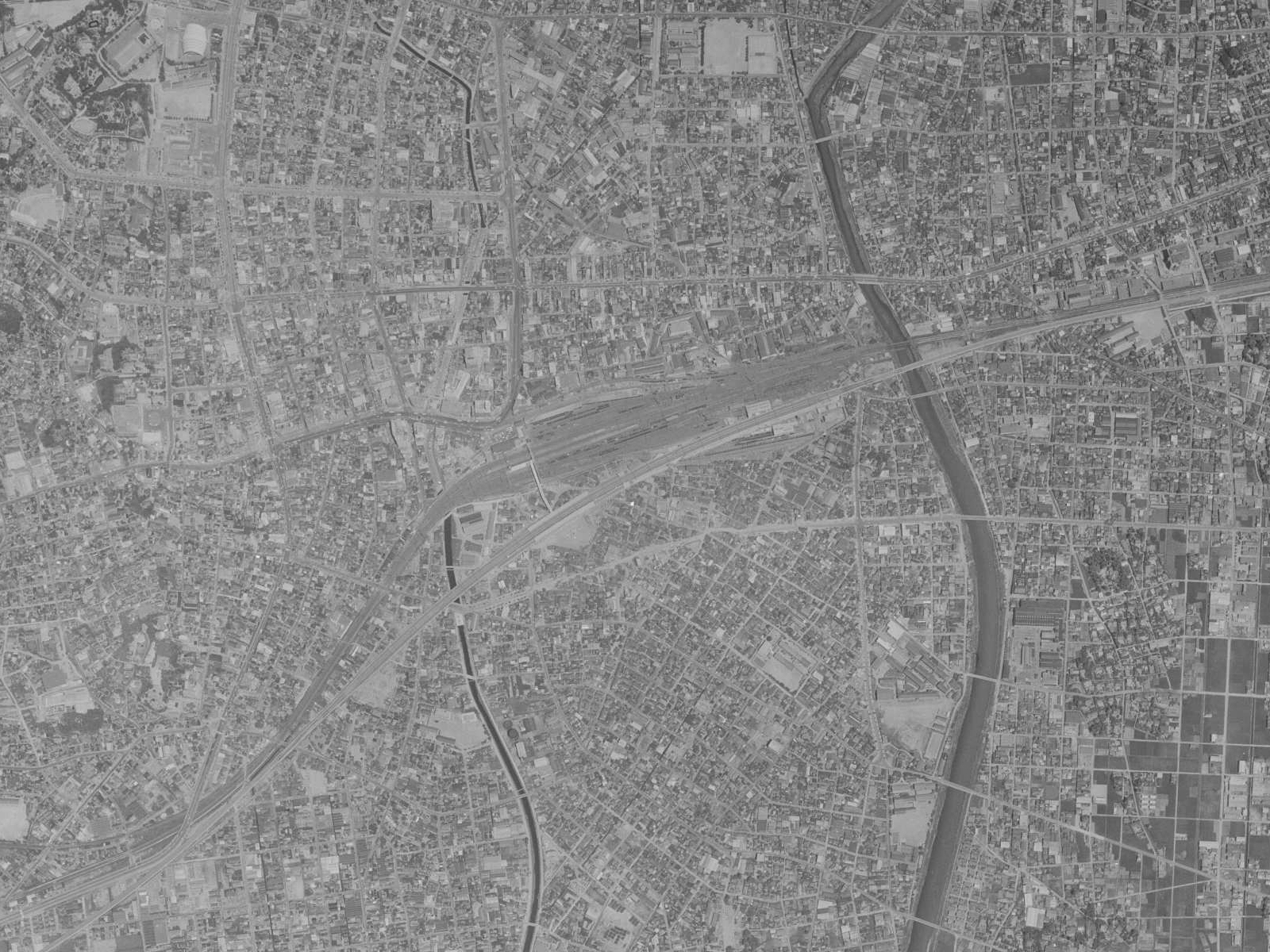
周辺の白黒空中写真（1965年8月）

### 年表
- 1888年（明治21年）9月1日：鉄道局（のちの鉄道省→日本国有鉄道〈国鉄〉[注釈 1]）による浜松 - 大府間の官設鉄道線開通により、その終点として開業[2]。
- 1889年（明治22年）4月16日：官設鉄道が静岡まで延伸し、新橋までの既存線と直結。途中駅となる。
- 1895年（明治28年）4月1日：線路名称制定。東海道線（1909年に東海道本線に改称）の所属となる。
- 1926年（大正15年）12月12日：駅舎を洋風の近代的建物に改築（2代目）。
- 1945年（昭和20年）6月10日：浜松空襲により2代目駅舎焼失。
- 1948年（昭和23年）10月15日：木造2階建の3代目駅舎完成。
- 1964年（昭和39年）10月1日：東海道新幹線が開業[4]。乗換駅となる。在来線ホームとは、跨線橋により連絡
- 1970年（昭和45年）3月15日：新幹線のホームが16両対応に延伸される[5]。
- 1971年（昭和46年）4月26日：貨物取扱業務の一部を新設の西浜松駅に移管。
- 1976年（昭和51年）10月1日：貨物の取扱を全廃[2]。これと同時に遠州鉄道西鹿島線の貨物輸送が終了し、遠州馬込駅で行われていた国鉄からの乗り入れ貨車の収受が終了した。
- 1979年（昭和54年）10月15日：東海道本線の高架化完成[6]。これにより駅は東海道線から離れて設置された新幹線ホームと一体化。
- 1980年（昭和55年）10月1日：新幹線「ひかり」が停車開始。
- 1987年（昭和62年）4月1日：国鉄分割民営化により、JR東海の駅となる[2]。
- 1988年（昭和63年）5月1日：浜松駅ビル「MayOne（メイワン）」開業[7]。
- 1992年（平成4年）11月14日：在来線改札口に自動改札機導入[8]。
- 1996年（平成8年）2月：南口外観を改装[9]。
- 1998年（平成10年）3月7日：新幹線改札口に自動改札機導入[8][10]。
- 2001年（平成13年）3月16日：在来線にエレベーター・エスカレーターが各2基新設される[11]。
- 2005年（平成17年）4月：構内の耐震補強および改良工事に着手。
- 2006年（平成18年）11月11日：構内商業施設「メイワン エキマチ・ウエスト」開業。なおこれにより構内の構成（切符売場・旅行センター・売店・トイレ等の位置）が大きく変更になった。
- 2007年（平成19年）
  - 3月15日：構内商業施設「メイワン エキマチ・イースト」開業。
  - 6月：耐震補強および構内改良工事が完工。
- 2008年（平成20年）
  - 2月：連動装置の電子化が完了（浜松運輸区も同時に電子化）。これをもってJR東海の主要駅・車両基地などの電子連動化計画が完了した。
  - 3月1日：東海道本線でICカード「TOICA」の利用が可能となる。
  - 11月20日：駅西側高架下に「メイワン ビックカメラ館」を核とした商業施設を開業。

### 機関車交換駅時代
1949年5月20日に東海道本線静岡 - 浜松間の電化が完成すると、浜松駅は電化区間の境界となり、東京方面の電気機関車と名古屋方面の蒸気機関車との付け換えが行われるようになった（戦前では沼津駅でのそれが知られる）。これに伴う長い停車時間は、浜松駅に以下のような「名物」を生むことになった。
- 乗客の気分転換を目的としたホーム上でのラジオ体操。
- 日本楽器製造（現・ヤマハ）によるハーモニカの立ち売り「ハモニカ娘」の登場（1951年から）[12]。

1953年7月21日に浜松 - 名古屋間の電化が完成すると機関車交換駅の役割は終わりを告げた。ただし、「ハモニカ娘」はその後も駅の名物として1969年まで営業を続け、乗客に親しまれた。なお、楽曲や映画でも『僕は特急の機関士で』の「東海道の巻」や『喜劇 駅前弁当』などで「ハモニカ娘」が取り上げられている。

### 新幹線駅併設
東海道新幹線の計画段階では、市の南部を通過し新幹線駅を在来線の浜松駅ではなく、国鉄浜松工場付近に設置する予定であった（南線案）。しかし、この案では市の通過する区間がすべて土盛りとなり、南北の交通が分断されるなど浜松市にメリットがほぼないとして、市は新幹線駅を浜松駅に併設し、浜名湖の中間を渡る対案（北線案）を要望した。この対案も通過地域からの反発や浜名湖の漁業補償がより増大すること等もあったため、国鉄の静岡工事局の坂本局長は一旦両案を白紙に戻し、現東海道線の高架化を見据えたコース（坂本私案）を提案した。この案は新幹線駅が東海道線と80メートル離れてはいるが市案の希望をほぼ満たす現状のルートとなった。しかし、浜松駅に併設としたことで商店の密集する地域を通過することから、用地買収が非常に難航した。また、駅前広場の設置についても、市や地権者と国鉄側で協議が難航し、決着までにかなりの時間を要した。
東海道線の高架化以前は、新幹線ホームがカーブで建設されているのに対し、在来線ホームは直線のホームとなっていて、駅構内の西側で急なカーブを描く線形となっていたため、在来線ホームと新幹線ホームの間に大きな隙間が生じることとなり、在来線ホームの高架化が完成するまでかなり長い距離の跨線橋により連絡することになった（航空写真の画像を参照）。

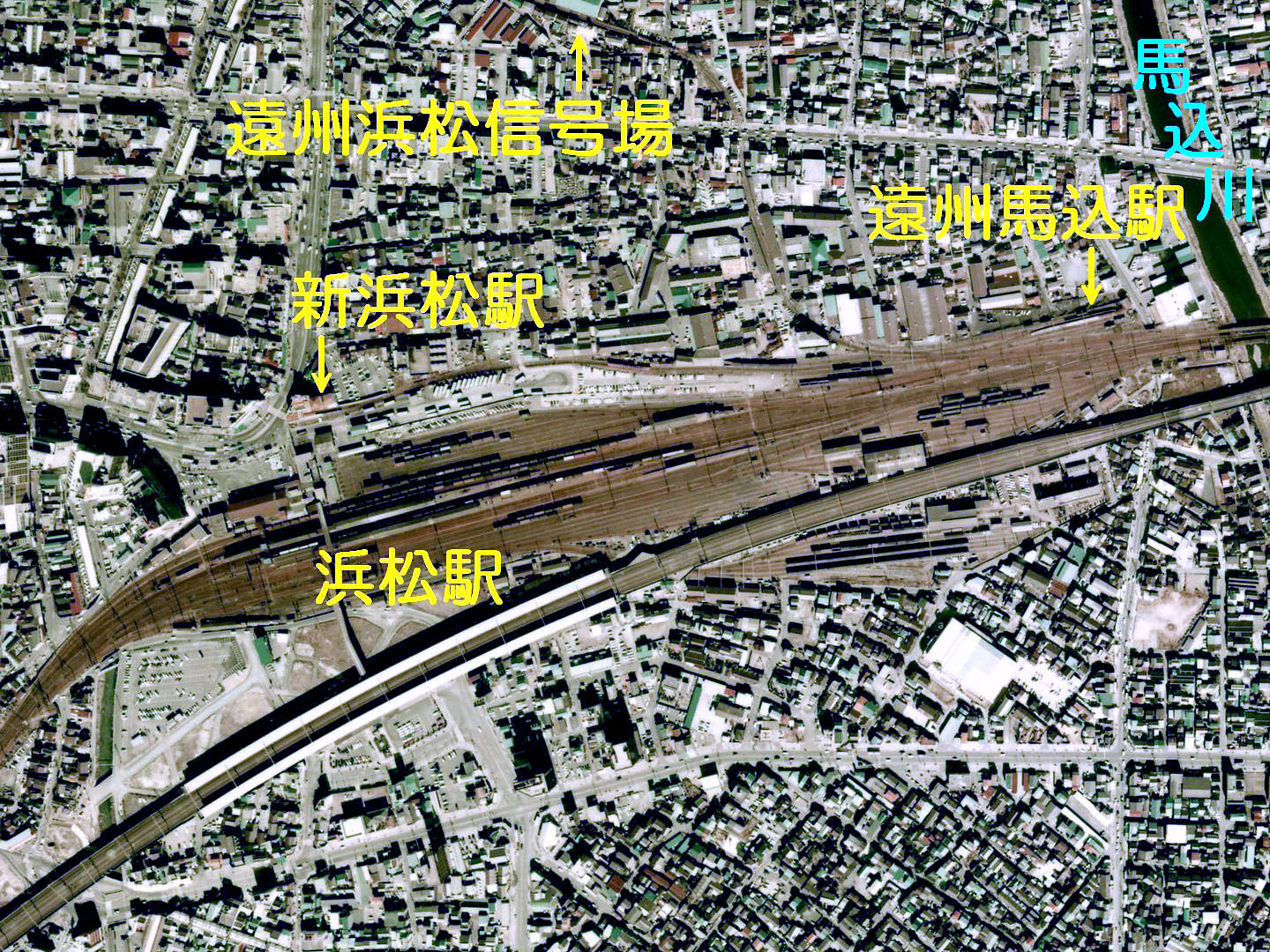
1975年頃の駅周辺。国土交通省 国土地理院 地図・空中写真閲覧サービスの空中写真を基に作成
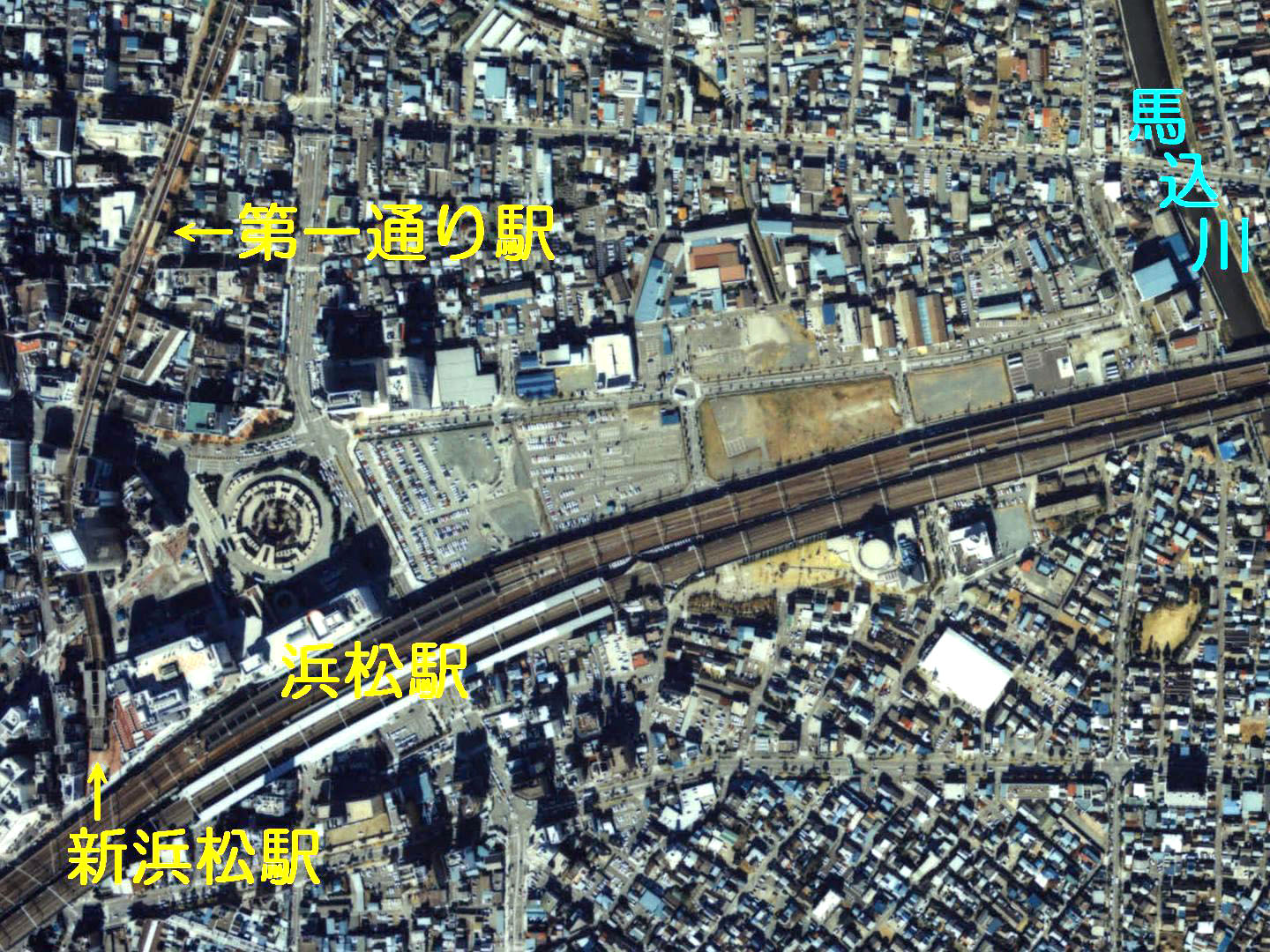
1988年頃の駅周辺。国土交通省 国土地理院 地図・空中写真閲覧サービスの空中写真を基に作成

### 東京 - 浜松間の普通列車
国鉄時代は東京 - 浜松間の普通列車が1日に何本か設定されていたが、JR化後の1988年に消滅した。1972年から1988年まで、当駅は東海道本線で東京から発着する昼行普通列車の最西端駅だった（いわゆる「大垣夜行」（ムーンライトながら）は除く。1972年以前は昼行でも東京 - 大垣間などの普通列車があった）。
現在では高速バスがこれらの普通列車に取って代わる存在となっており、東海道上り方面では、東名ハイウェイバス（昼行便）の東京駅行き「東名ライナー」の他、2005年12月に運行を開始した夜行便の「ドリーム静岡・浜松号」を皮切りに東京方面への高速バスが運行されている。

## 駅構造
新幹線・在来線ともに高架駅である。

### 在来線
島式ホーム2面4線を有する。4番線（下り本線）の外側に通過線（下り1番線）を持つ。両方向には2本ずつ電留線が配置されており、当駅で始発・終着となる列車の組成や簡単な整備などが行われている。
また西側の電留線から上り本線を介し、浜松運輸区や西浜松駅への引き上げ線が分岐する。
駅長・駅員配置駅（直営駅）である。管理駅として、東海道本線の天竜川駅・高塚駅・舞阪駅の3駅を管理している。
軌道道床にスラブ軌道を広範囲に使用していることが特徴である。浜松駅と同時期に高架化した静岡駅は極僅かな区間に限られている。
改札口は2か所設置されている。このうちメイワン口改札は、新幹線在来線乗り換えコンコースの在来線側に設置されており、駅ビル「メイワン」を経てアクトシティ浜松の連絡通路へつながっている。近距離用の自動券売機が設置されている。自動改札機のみで有人通路はないが、駅係員がいることが多く非自動化券を持っている場合は業務用通路から出場の便宜を図ってもらえることがある。いったん「メイワン」の2階に入る構造になっているが、メイワン営業時間外でも改札口の利用時間であれば利用できる。

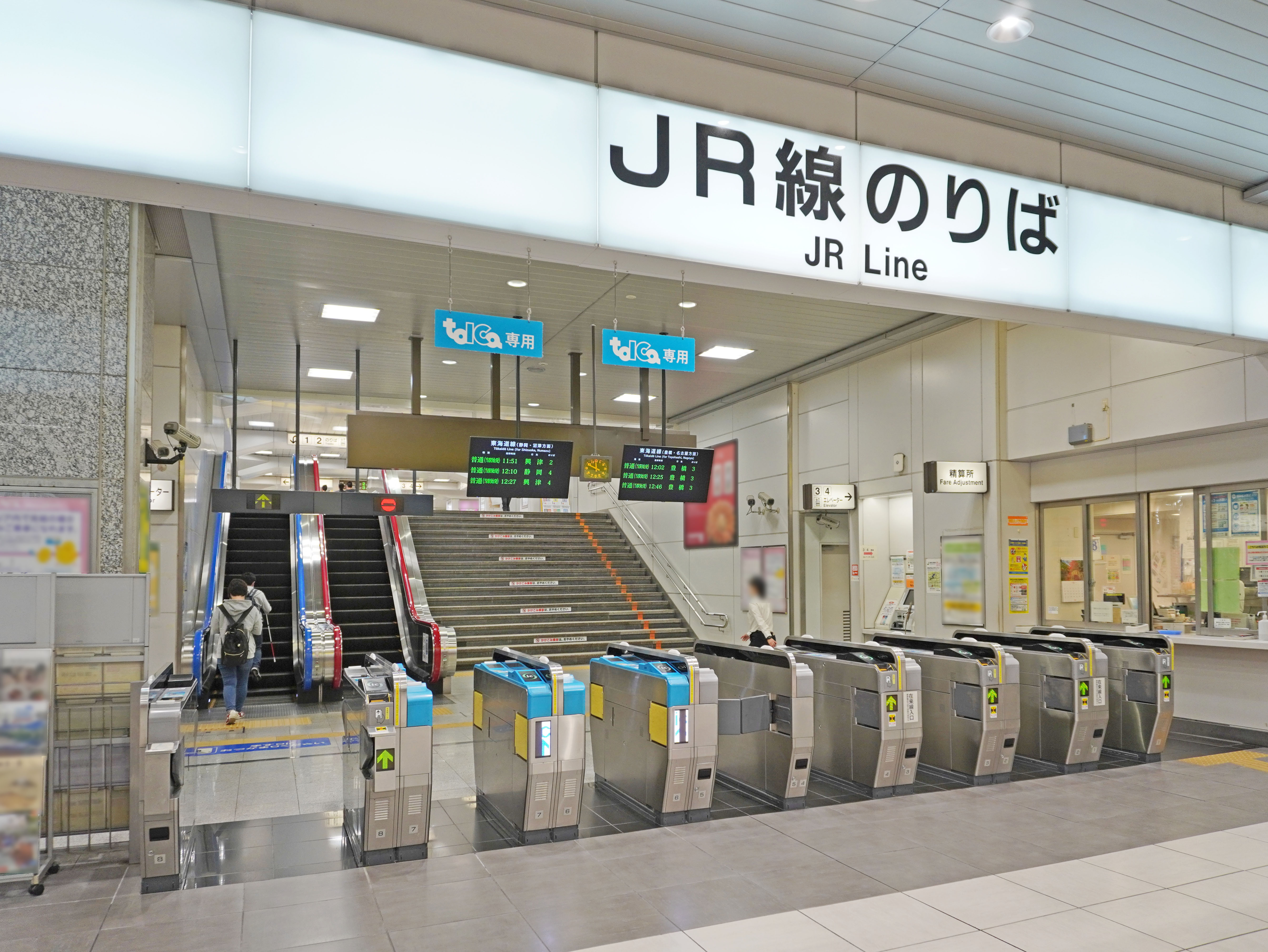
在来線改札口（2022年10月）
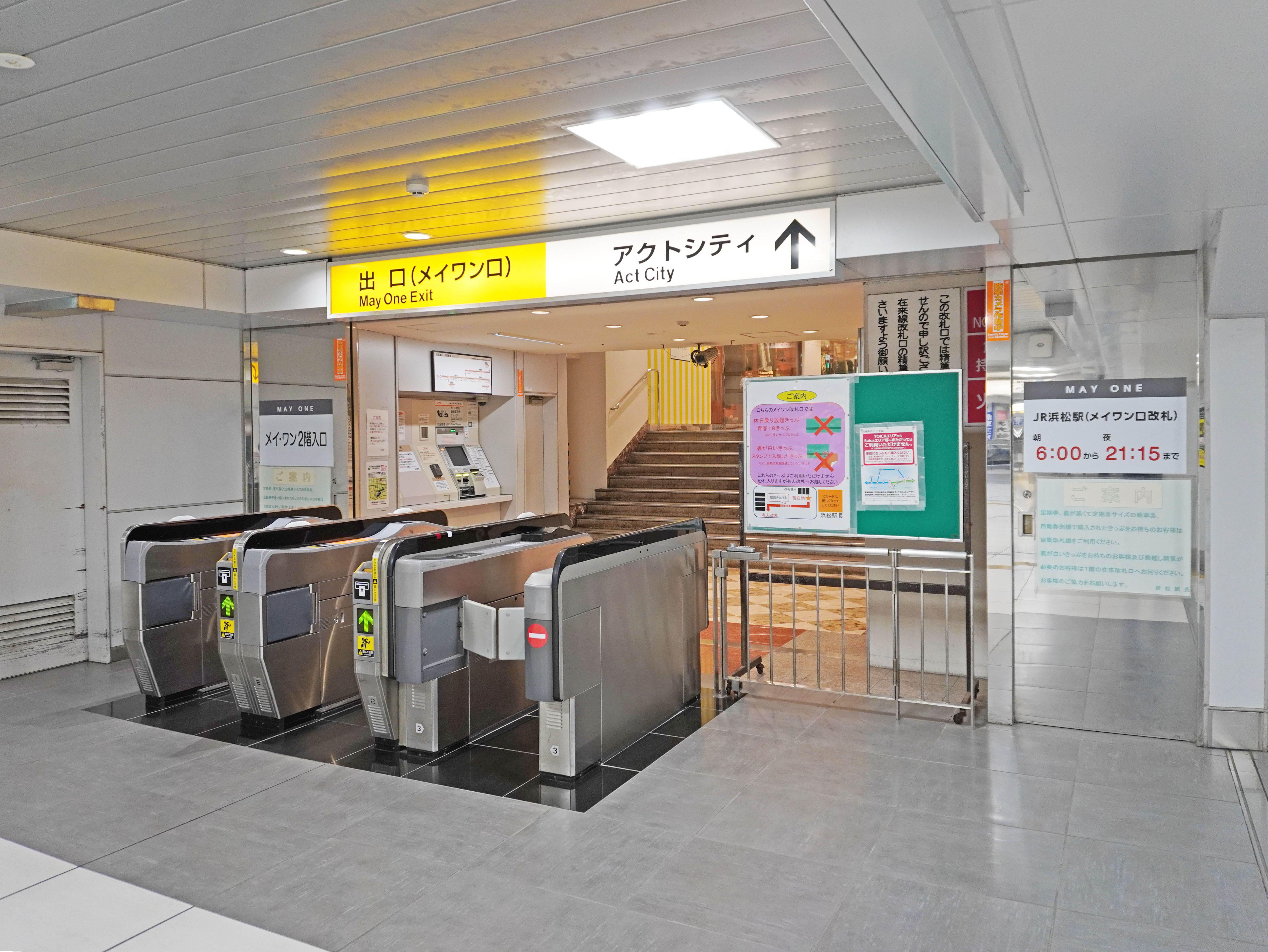
メイワン口改札（2022年10月）
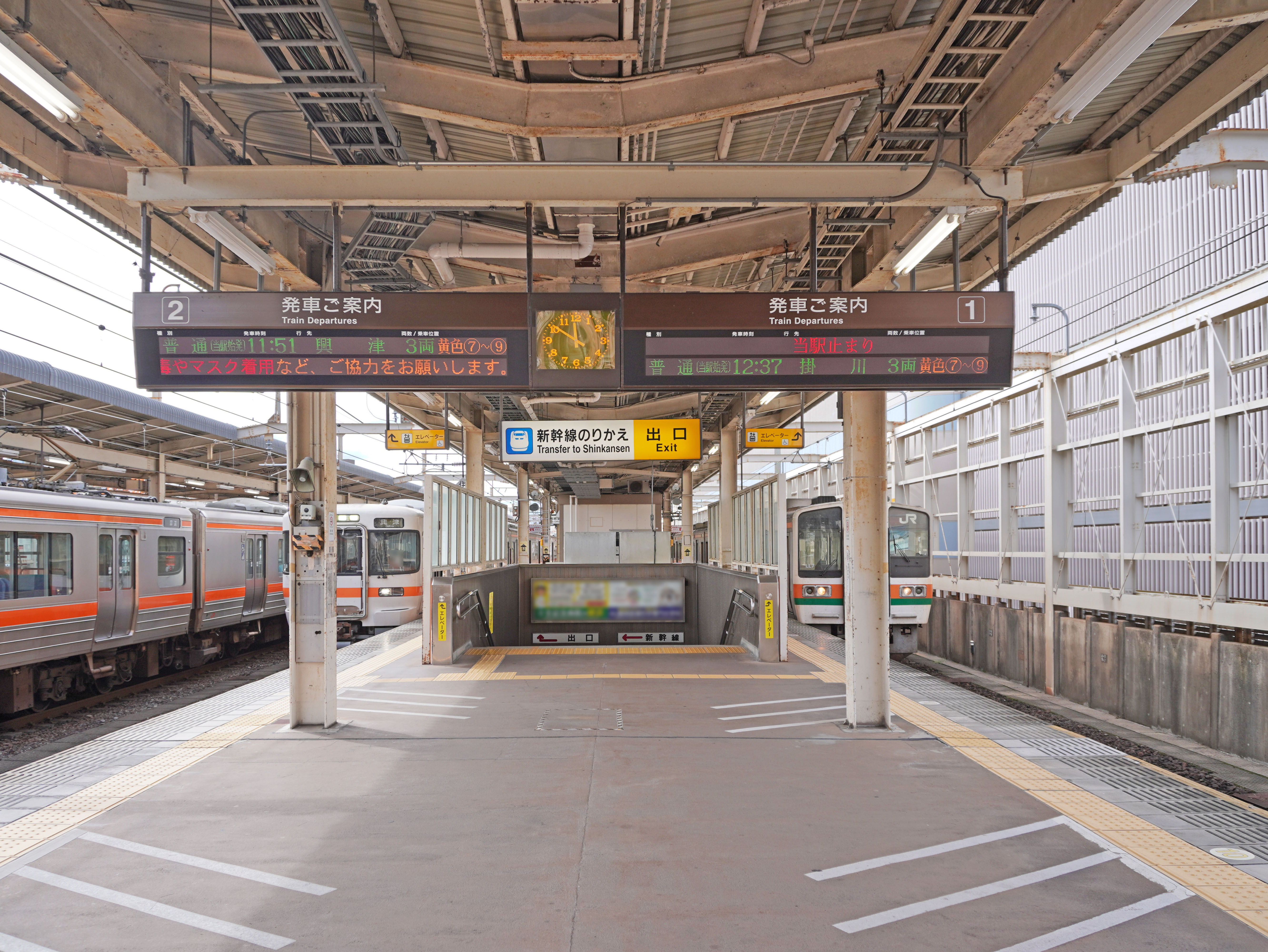
在来線1・2番線ホーム（2022年10月）
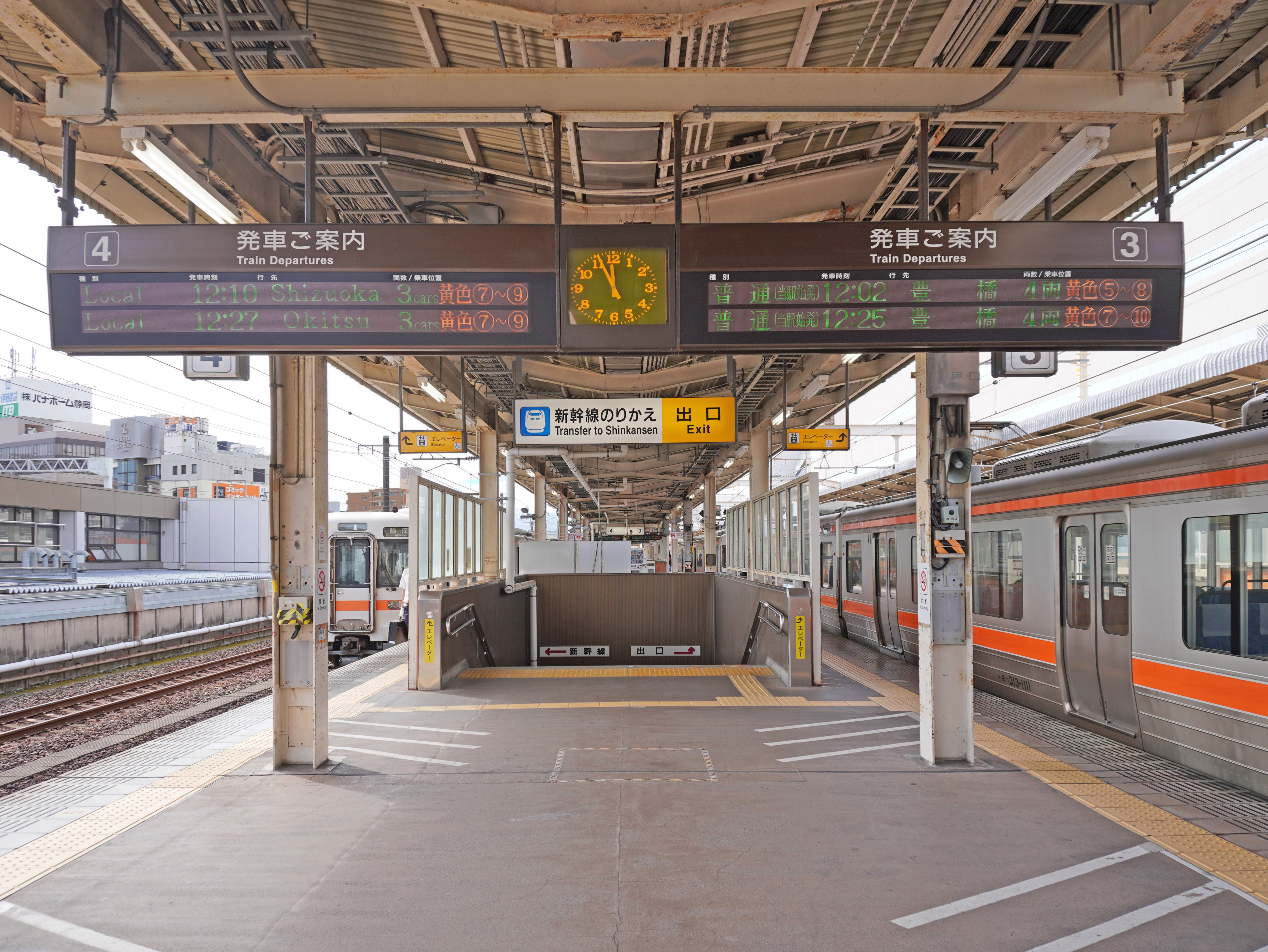
在来線3・4番線ホーム（2022年10月）

### 新幹線
相対式ホーム2面2線を有する。中央の2線は通過線（本線）となっており、西側から浜松工場への引き上げ線が分岐している。上下ホームとも、両端に各車系ごとの停車位置表示がある。
ホームの発車標はソラリー式が使用されていたが、2010年11月におよそ1か月間の試用期間を経てLED式に変更され、同時に自動放送も変更された。
コンコースは大小2つの展示ブースとして、浜松に拠点を構える河合楽器製作所（KAWAI）・ヤマハ・スズキの3社が、1988年から1年ごとに持ち回りで自社製品の展示を行う。以下はその展示品。
- KAWAI：グランドピアノ「Shigeru Kawaiシリーズ」・クリスタル・ピアノ「CR-40A」、及び、そのピアノに縁のあるアーティストの紹介（前者はミハイル・プレトニョフ、後者はYOSHIKI（X JAPAN））[15]
- ヤマハ：ピアノ・シンセサイザー・電子ドラム等の楽器や、音声合成技術、及びその応用製品（VOCALOID等）[16]。
- スズキ：ワゴンRシリーズ・ハスラー・スイフト等の自社生産自動車及びSV650等のバイク。

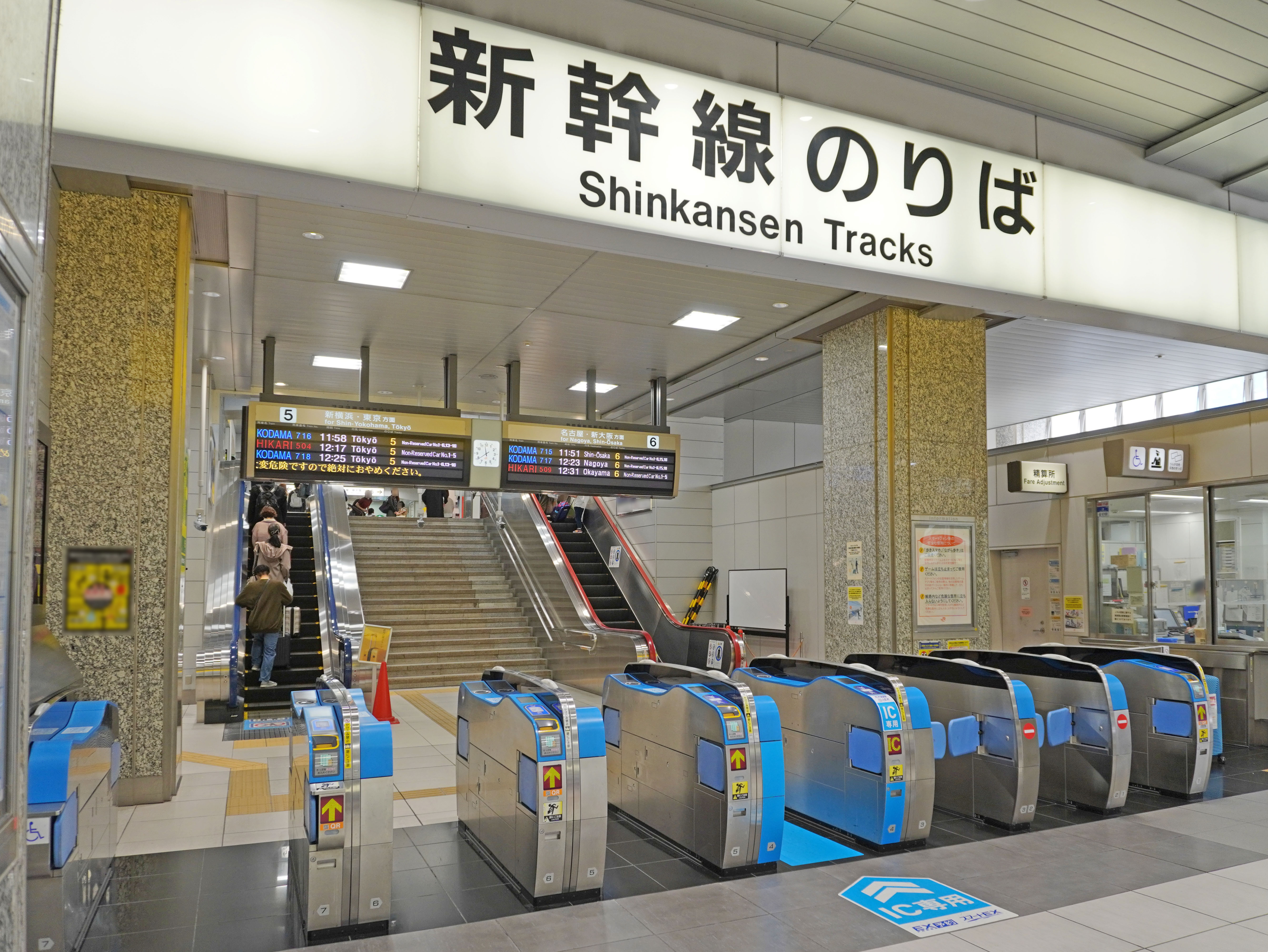
新幹線改札口（2022年10月）
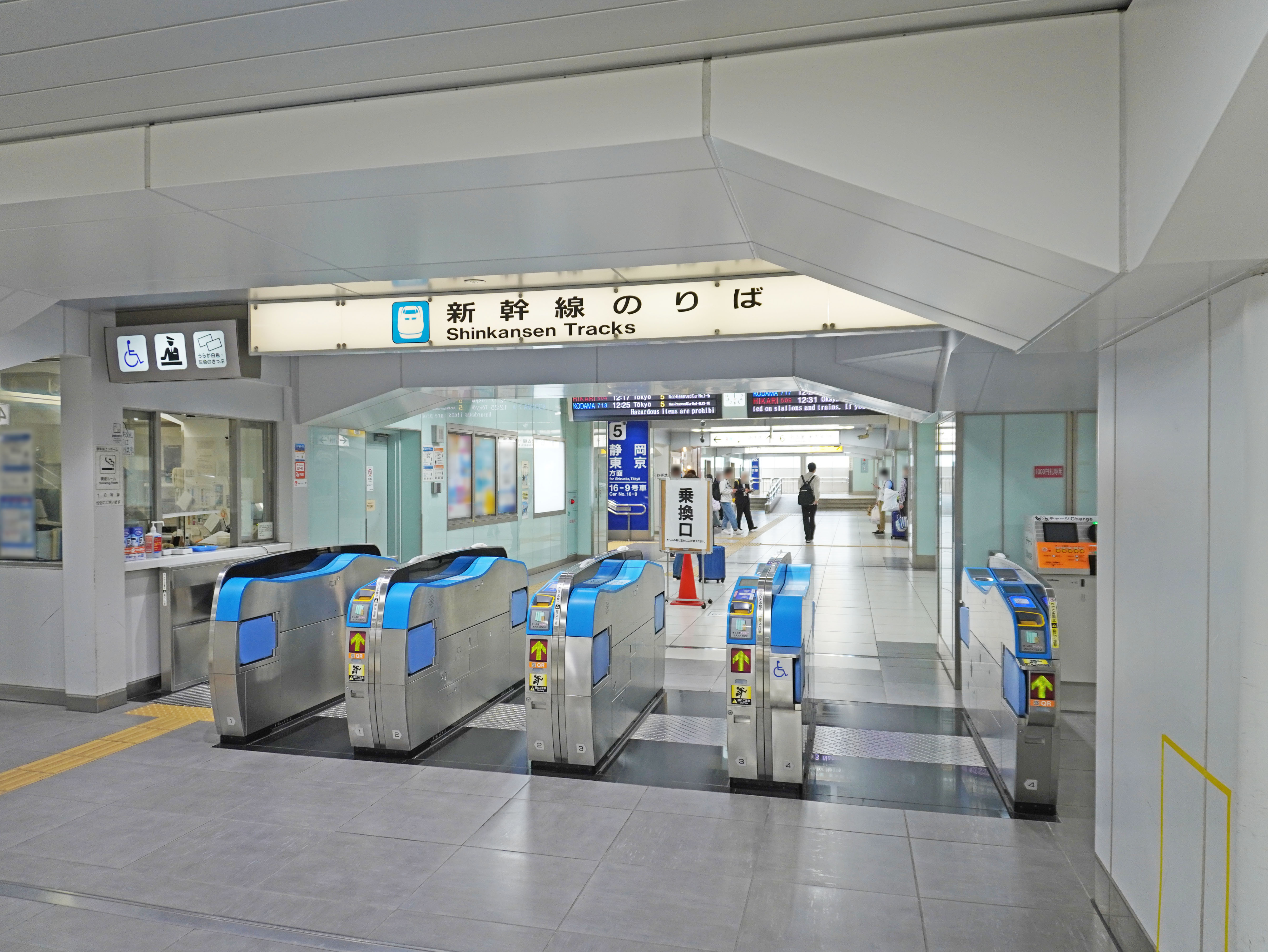
乗換改札口（2022年10月）
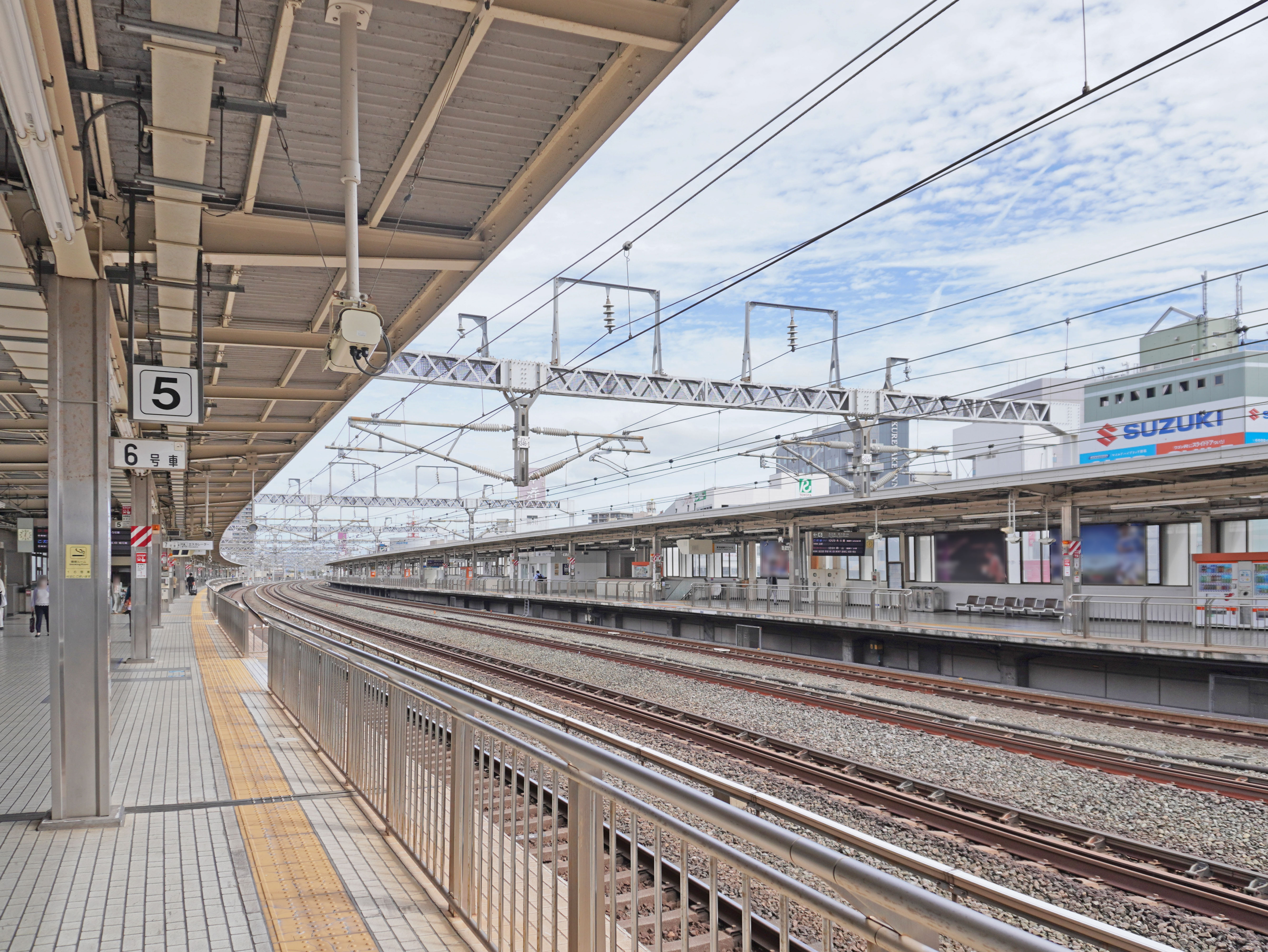
新幹線5・6番線ホーム（2022年10月）

### のりば
- 在来線ホームは外側の1・4番線が本線で、内側の2・3番線が副本線（待避線）である。

| 番線 | 路線          | 方向 | 行先             | 備考                     |
| ---- | ------------- | ---- | ---------------- | ------------------------ |
| 1・2 | CA 東海道本線 | 上り | 静岡・沼津方面   | 当駅始発の一部は3・4番線 |
| 3・4 | CA 東海道本線 | 下り | 豊橋・名古屋方面 |                          |
| 5    | 東海道新幹線  | 上り | 東京方面         |                          |
| 6    | 東海道新幹線  | 下り | 新大阪方面       |                          |

## 駅弁
自笑亭が販売している。主な駅弁は下記の通り。
- 三ヶ日牛ごぼうしぐれ＆プチうなぎ弁当
- しらす弁当
- 浜の釜めし
- 浜松三ヶ日牛弁当
- 喧嘩凧
- 浜松三ヶ日牛＆遠州しらす弁当
- うなぎ弁当（赤ワイン仕込）
- うなぎまぶし
- 出世大名 家康くん弁当
- 浜の釜めし
- 赤飯弁当

## 利用状況
JR東海の移動等円滑化取組報告書によると、2023年度（令和5年度）の1日平均乗降人員は67,370人である。これはJR東海の駅では名古屋、東京、新大阪、金山、静岡、京都、品川、新横浜に次ぎ第9位で、静岡県内の駅では第2位である。乗降人員のうち新幹線の利用者数は24,925人。
1993年度（平成5年度）以降の推移は以下のとおりである。
| 乗車人員推移       | 乗車人員推移     | 乗車人員推移 |
| 年度               | 1日平均 乗車人員 | 出典         |
| ------------------ | ---------------- | ------------ |
| 1993年（平成05年） | 33,896           | [ 21 ]       |
| 1994年（平成06年） | 24,748           | [ 21 ]       |
| 1995年（平成07年） | 35,858           | [ 21 ]       |
| 1996年（平成08年） | 36,491           | [ 21 ]       |
| 1997年（平成09年） | 35,607           | [ 21 ]       |
| 1998年（平成10年） | 35,309           | [ 21 ]       |
| 1999年（平成11年） | 34,821           | [ 21 ]       |
| 2000年（平成12年） | 35,187           | [ 21 ]       |
| 2001年（平成13年） | 35,666           | [ 21 ]       |
| 2002年（平成14年） | 35,738           | [ 21 ]       |
| 2003年（平成15年） | 36,364           | [ 21 ]       |
| 2004年（平成16年） | 37,766           | [ 21 ]       |
| 2005年（平成17年） | 36,549           | [ 21 ]       |
| 2006年（平成18年） | 37,250           | [ 21 ]       |
| 2007年（平成19年） | 37,496           | [ 21 ]       |
| 2008年（平成20年） | 37,298           | [ 21 ]       |
| 2009年（平成21年） | 35,177           | [ 21 ]       |
| 2010年（平成22年） | 34,934           | [ 21 ]       |
| 2011年（平成23年） | 35,047           | [ 21 ]       |
| 2012年（平成24年） | 35,494           | [ 21 ]       |
| 2013年（平成25年） | 36,197           | [ 21 ]       |
| 2014年（平成26年） | 35,440           | [ 21 ]       |
| 2015年（平成27年） | 36,345           | [ 21 ]       |
| 2016年（平成28年） | 36,756           | [ 21 ]       |
| 2017年（平成29年） | 37,258           | [ 21 ]       |
| 2018年（平成30年） | 37,594           | [ 21 ]       |
| 2019年（令和元年） | 37,026           | [ 21 ]       |
| 2020年（令和02年） | 22,496           | [ 21 ]       |
| 2021年（令和03年） | 24,970           | [ 21 ]       |

## 駅周辺

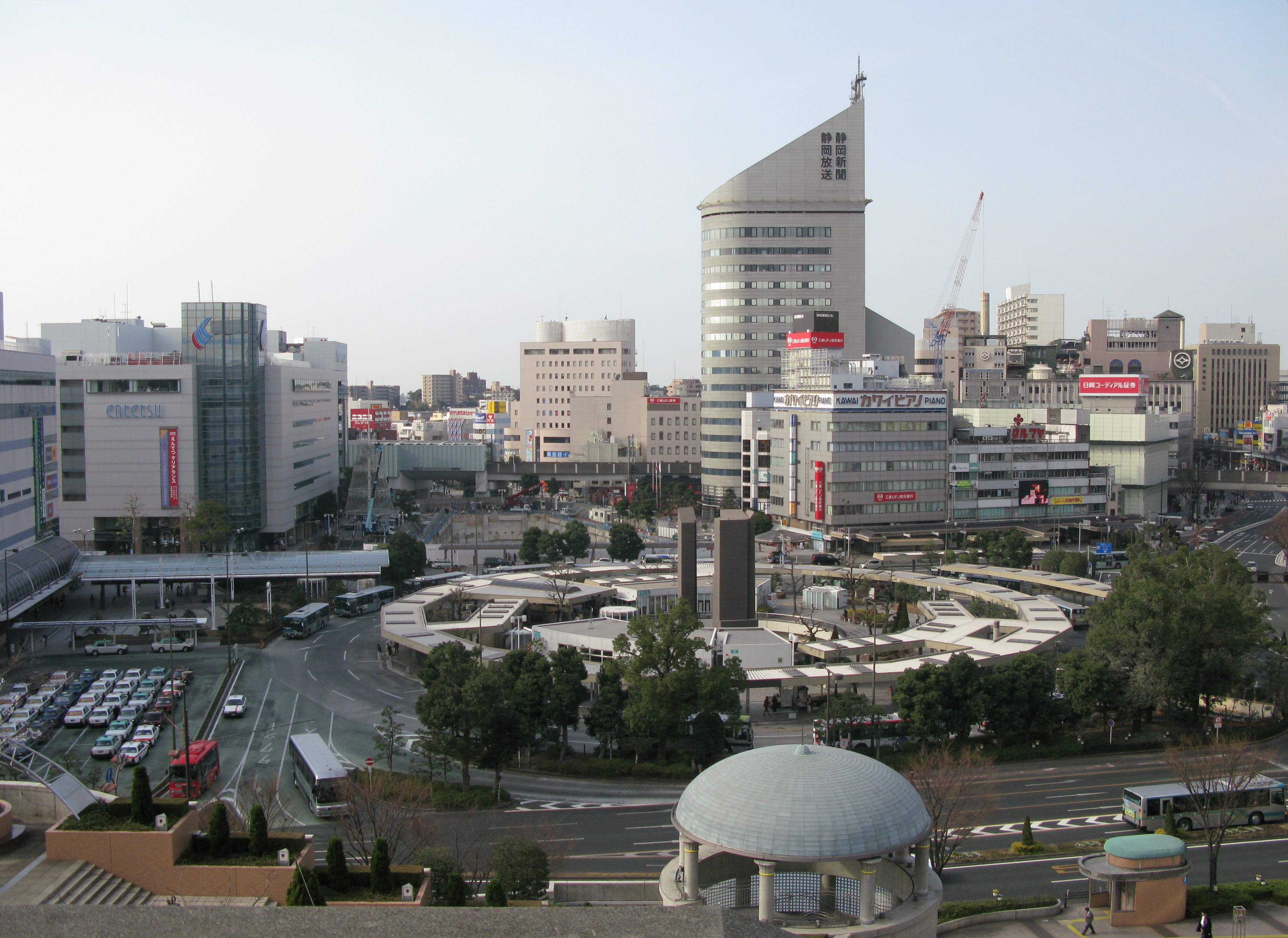
北口駅前

### 北口
- 新浜松駅 - 遠州鉄道鉄道線（通称西鹿島線）
- 浜松駅バスターミナル
  - 遠州鉄道による一般路線と各社による高速バスが発着する。詳細は当該記事を参照。
- 遠鉄百貨店
- 駅ビル「メイワン」「エキマチ」「ビックカメラ館（ビックカメラ浜松店）」
- ホテルクラウンパレス浜松
- プレスタワー
- UP-ON（高架下の商業施設）
- ザザシティ浜松
- かじ町プラザ
- アクトシティ浜松
  - 浜松アクトタワー
  - オークラアクトシティホテル浜松
  - 浜松市楽器博物館
- FM Haro! サテライトスタジオ
- ホテルルートイン浜松駅東

### 南口
- くれたけイン浜松駅南口 プレミアム
- コンフォートホテル浜松
- アパホテル〈浜松駅南〉
- 浜松科学館
- 日本生命ビル
- 佐鳴予備校総合教育センタービル
- 河合楽器製作所
- 浜松市立双葉小学校

## 隣の駅
東海旅客鉄道（JR東海）
 東海道新幹線（各列車の停車駅は列車記事参照）
掛川駅 - 浜松駅 - 豊橋駅
CA 東海道本線
- 寝台特急「サンライズ瀬戸」「サンライズ出雲」停車駅（下りのみ停車）、「ホームライナー静岡」始発駅、「ホームライナー浜松」終着駅

■特別快速・■新快速（以上は豊橋駅まで各駅停車）・■快速（上り到着列車のみ）・■区間快速（下りのみ運転、岡崎駅まで各駅停車）
浜松駅 (CA34) - 高塚駅 (CA35)
■普通
天竜川駅 (CA33) - 浜松駅 (CA34) - 西浜松駅（貨）- 高塚駅 (CA35)